# I, Frankenstein
I, Frankenstein är en australisk-amerikansk fantasy skräck thriller actionfilm från 2014 med Aaron Eckhart i huvudrollen. Från skaparna av Underworld-filmserien.

## Handling
Efter att Frankensteins monster dödat sin skapare vandrar han planlöst omkring. Eftersom han inte åldras är han fortfarande levande två hundra år efter sin skapelse. Han gör sitt bästa för att undvika att dras in i ett krig mellan gargoyler och demoner. Gargoylernas ledare Leonore visar honom vänlighet och ger honom ett namn - Adam. När Leonore blir kidnappad av demonerna beslutar sig Adam för att slåss på gargoylernas sida och rädda Leonore.

## Om filmen
I, Frankenstein regisserades av Stuart Beattie, som även skrivit filmens manus tillsammans med Kevin Grevioux. Grevioux har även skrivit serien som filmen är baserad på. Såväl serie som film är baserad på karaktärerna från Mary Shelleys Frankenstein.
Bill Nighy medverkade även som en liknande skurkroll i Underworld filmerna.

## Rollista (urval)
- Aaron Eckhart - Adam
- Yvonne Strahovski - Terra
- Miranda Otto - Leonore
- Bill Nighy - Naberius
- Jai Courtney - Gideon
- Socratis Otto - Zuriel
- Aden Young - Victor Frankenstein
- Caitlin Stasey - Keziah
- Kevin Grevioux - Dekar
- Bruce Spence - Molokai